# Edelsitz Meising

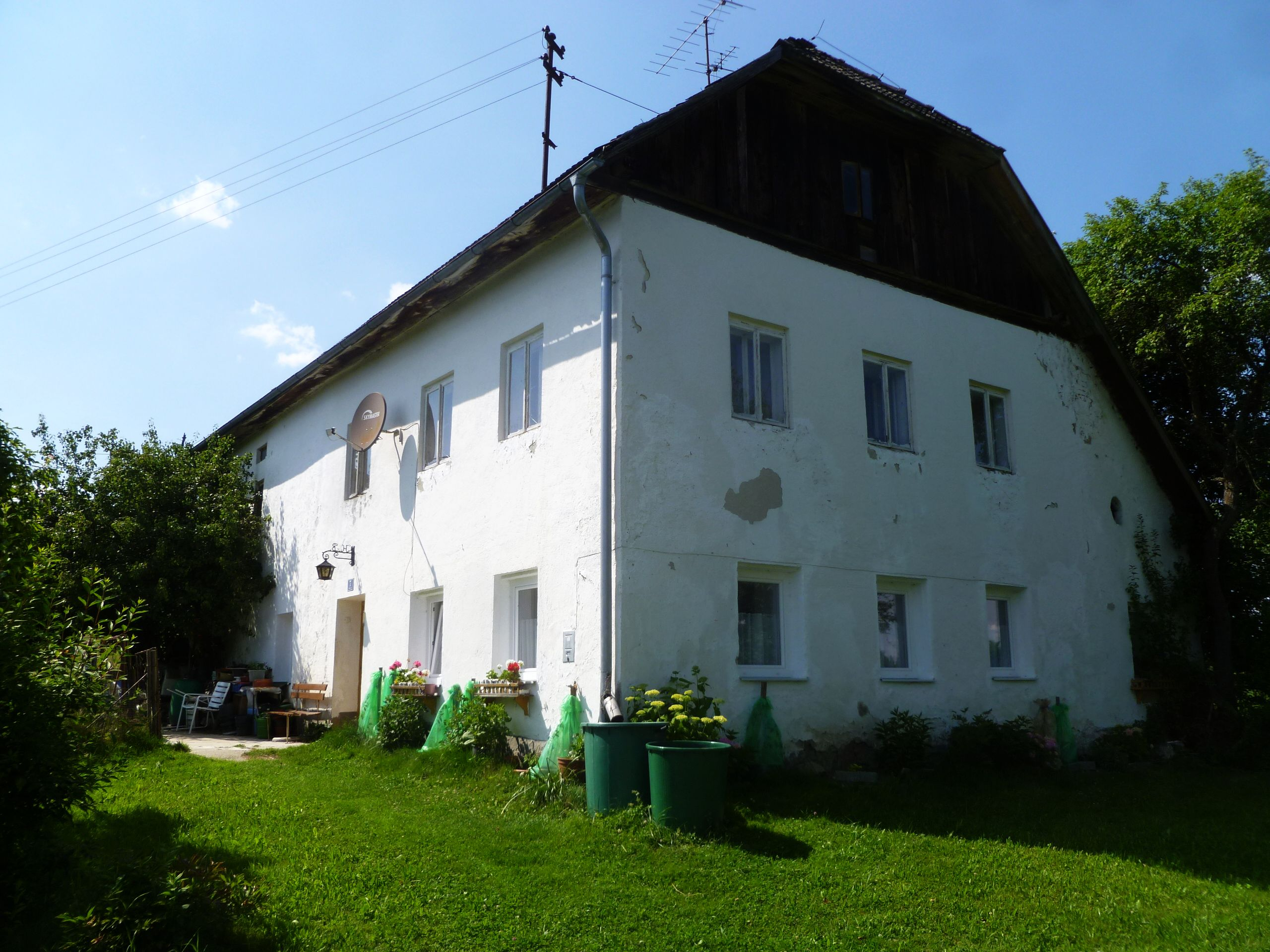
Edelsitz Meising heute

Der Edelsitz Meising, auch Roberschlag oder Gschlössl genannt, liegt im Ortsteil Meising der Gemeinde Sarleinsbach im Bezirk Rohrbach (Meising 7) in Oberösterreich.
1397 wird auf dem Haus ein Hertel Wolffurtner zw Mawsing genannt. Der Sitz ist vermutlich mit dem heute unscheinbaren Haus mit der Bezeichnung Gschlössl oder Schlößlhäusl gleichzusetzen. Es liegen zwar keine weiteren urkundlichen Nachweise zu dem Haus vor, aber einzelne Bauelemente verweisen auf eine Entstehungszeit in der Renaissance, so ein an der Ostseite abgeschlagener Kragstein mit der Jahreszahl 1557 oder die Fenstergewände des Hauses. Nach Befunden der lokalen Heimatforschung dürfte das Haus unter Hieronymus von Sprinzenstein (1541) als Sitz für einen Amtmann oder Verwalter erbaut worden sein.
Von dem Sitz handelt – wie so oft – auch eine Sage von einem unterirdischen Gang. Nach lokaler Überlieferung kann es aber auch sein, dass dieser Gang seinen Ausgang in dem daneben liegenden Meierhof von Schloss Sprinzenstein hatte und einst zu einem abgekommenen Burgstall (Steinfels) führte.

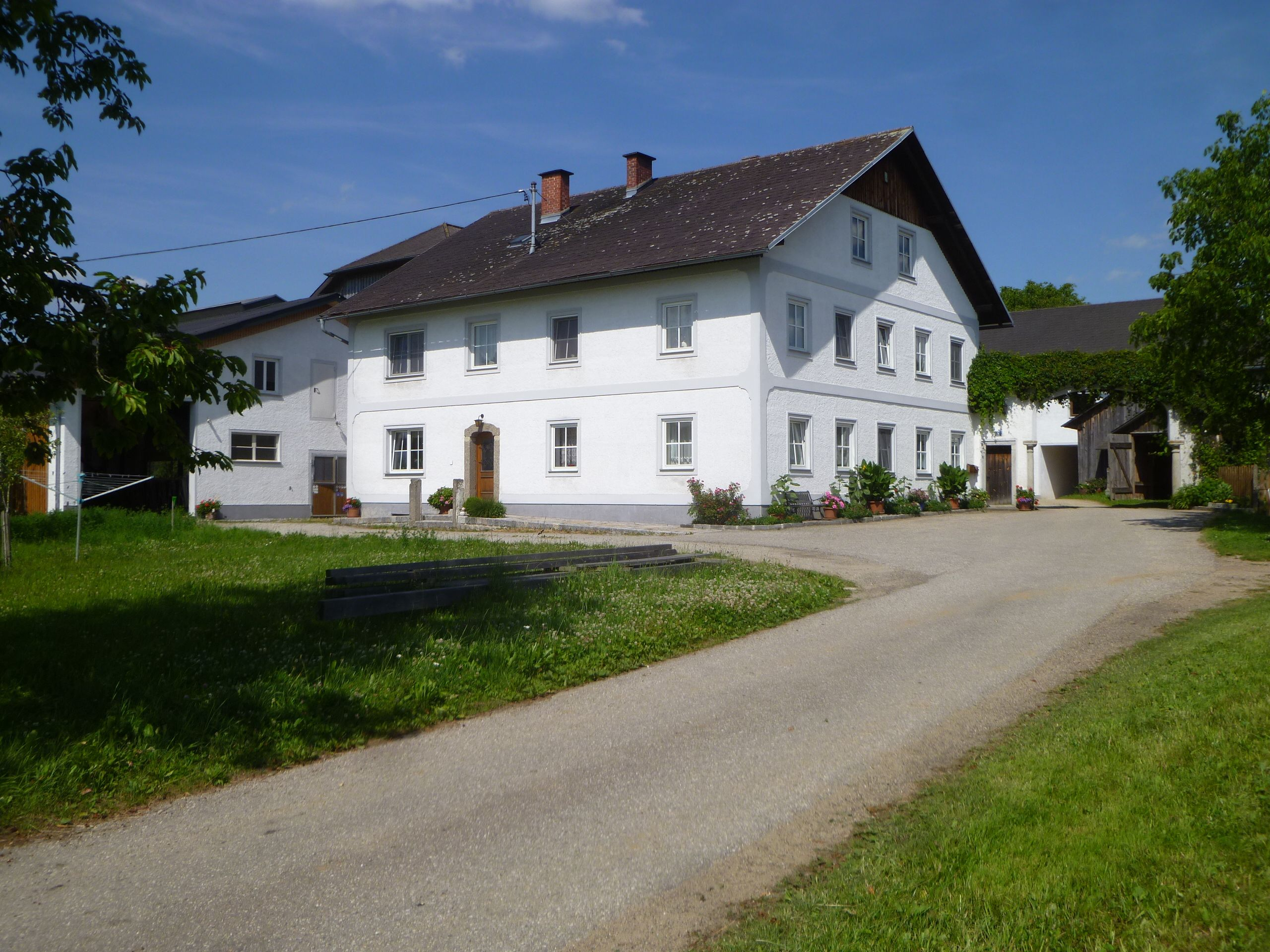
Ehemaliger Meierhof von Schloss Sprinzenstein